# الحي اللاتيني

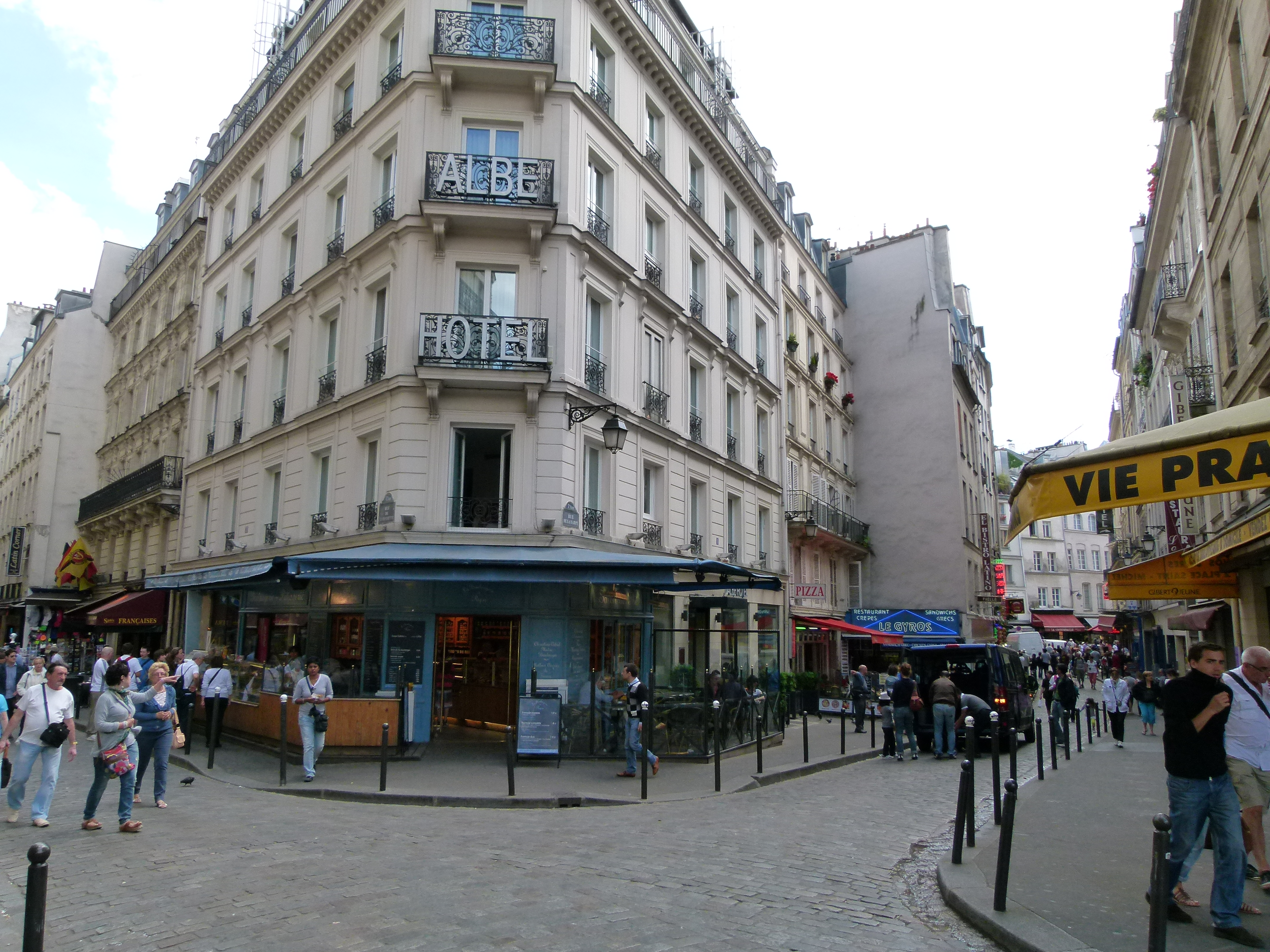
الشوارع الحجرية لمركز الحي اللاتيني

الحي الاتيني بالفرنسية (Quartier latin) وهو حي من أحياء الدائرة الخامسة في باريس في باريس ويقع في قلب هذه الدائرة وقلب باريس وعلى يَسار نهر السين وفيه تجري أحداث رواية الحي اللاتيني للكاتب سهيل ادريس.

## الموقع

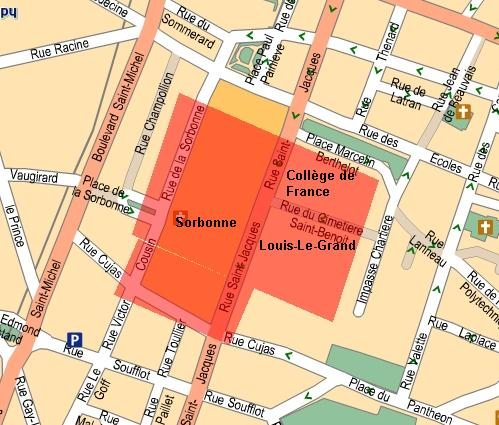
مركز الحي اللاتيني وتبدو جامعة السوربون

يقع على في قلب باريس وعلى يسار نهر السين وكان يشكل في السابق باريس القديمة وفيه وجد أول تجمع بشري قرب النهر في باريس التي كانت قرية صغيرة في البداية. فيه تقع حديقة النباتات.

## خصائص الحي

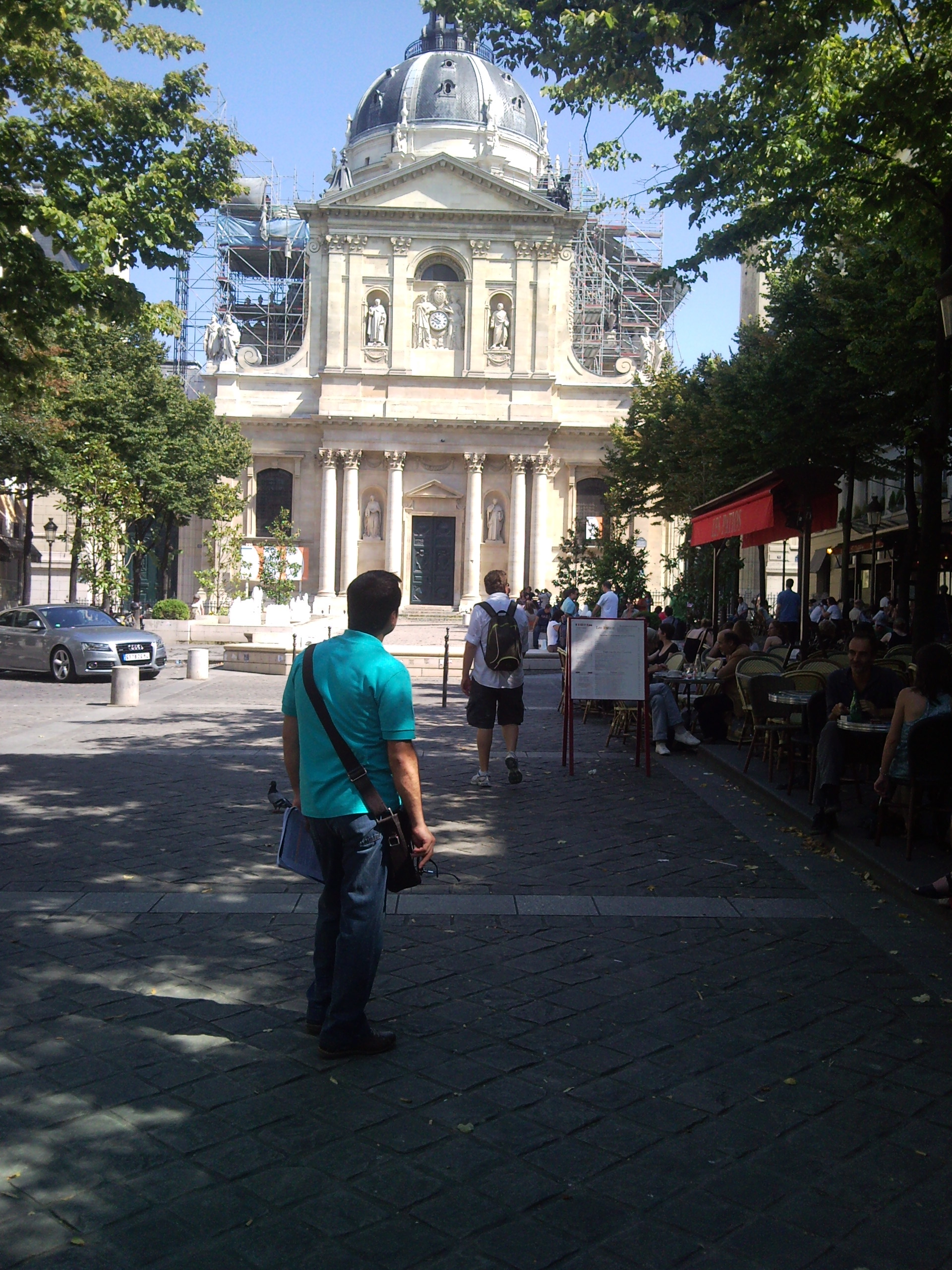
طالب أمام جامعة السوربون (باريس الرابعة)

يعتبر هذا الحي كحي طلابي بالدرجة الأولى وفيه تقع الجامعات الكبرى كالسوربون وكوليج دو فرانس
يعتبر هذا الحي أيضاً كحي سياحي بالدرجة الأولى وهو من المَقاصد الرئيسية لِزائري باريس مثله مثل حي الشانزيليزيه أو حي مونمارتر.
كما يعتبر هذا الحي كأحد أهم المعالم السياحية والمواقع الأثرية في باريس.

## المعالم
أهم معالم الحي اللاتيني هي : مقبرة العظماء

## أهم معالمها
- جامعة السوربون
- حديقة النباتات
- كوليج دو فرانس
- البانتيون
- بولفادر سان ميشيل
- نافورة سان ميشيل التي تقع إدارياً في الدائرة السادسة ولكنها مكشوفة أكثر على الدائرة الخامسة.

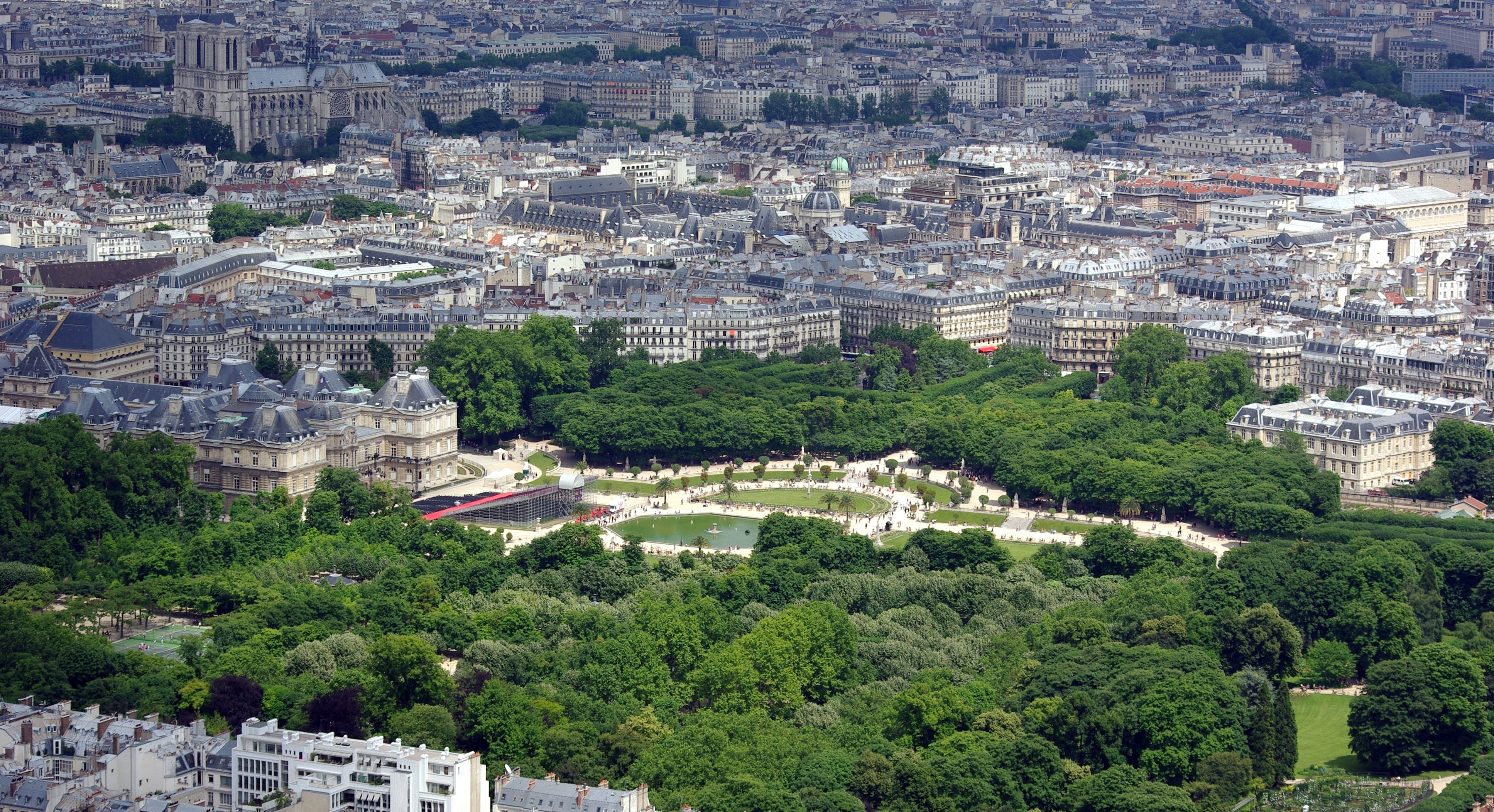
حديقة اللوكسمبورك معلم من معالم الحي اللاتيني

- حديقة اللوكسمبورك .